# Saze
Saze – miejscowość i gmina we Francji, w regionie Oksytania, w departamencie Gard.
Według danych na rok 1990 gminę zamieszkiwało 1321 osób, a gęstość zaludnienia wynosiła 105 osób/km² (wśród 1545 gmin Langwedocji-Roussillon Saze plasuje się na 277. miejscu pod względem liczby ludności, natomiast pod względem powierzchni na miejscu 625.).